# Bartok the Magnificent
Bartok the Magnificent (bra Bartok, o Magnífico) é um filme de animação estadunidense de 1999, do gênero aventura musical, dirigido por Don Bluth e Gary Goldman.
Trata-se de um spin-off de Anastasia, lançado em 1997. 

## Sinopse
Bartok é um pequeno morcego albino que recebe a missão de salvar o príncipe Ivã, sequestrado pela malvada Ludmila. Para essa aventura, contará com seu amigo Zozi, o urso.

## Personagens
- Bartok, o herói
- Zozi, amigo do Bartok
- Vol, guarda do príncipe Ivã
- Ludmilla, vilã
- Baba-Yaga, vilã
- Piloff, cobrinha